# Širkovce
Širkovce es un municipio del distrito de Rimavská Sobota en la región de Banská Bystrica, Eslovaquia, con una población estimada a final del año 2024 de 963 habitantes.
Se encuentra ubicado al este de la región, en la cuenca hidrográfica del río Sajó —un afluente derecho del río Tisza— y cerca de la frontera con la región de Košice y con Hungría.

## Demografía
| Año        | 1994 | 2004     | 2014    | 2024    |
| ---------- | ---- | -------- | ------- | ------- |
| Población  | 764  | 903      | 954     | 963     |
| Diferencia |      | +18,19 % | +5,64 % | +0,94 % |

| Año        | 2023 | 2024    |
| ---------- | ---- | ------- |
| Población  | 962  | 963     |
| Diferencia |      | +0,10 % |